# جون مكنيل (عالم نبات)
جون مكنيل (بالإنجليزية: John McNeill)‏ هو عالم نبات بريطاني، ولد في 15 سبتمبر 1933 في إدنبرة في المملكة المتحدة.